# Собор Касперовской иконы Божией Матери
Собор Касперовской иконы Божией Матери — православный храм в Николаеве, кафедральный собор Николаевской и Богоявленской епархии Православной церкви Украины. Расположен на Садовой улице.

## История
Строительство храма началось в 1904 году по проекту архитектора Фёдора Эппингера. Руководил строительством городской архитектор Евгений Штукенберг. В 1908 году состоялось освящение храма во имя Касперовской иконы Божией Матери.
В 1934 году здание было передано под клуб судостроительного завода имени 61 коммунара.
Во время Второй мировой войны храм был открыт для богослужения, вновь закрыт в 1949 году.
В 1992 году здание храма передано общине Украинской православной церкви Киевского патриархата. Храм получил статус кафедрального собора Николаевской и Богоявленской епархии.
С 1994 по 2004 год реконструировалась внешняя часть собора. К 2010 году было завершено восстановление внутренних помещений.

## Галерея
- Вид с севера
- Вид с запада
- Вид с юго-запада
- Вид с юго-востока